# 阿里安萨杜托坎廷斯
阿里安萨杜托坎廷斯是巴西托坎廷斯州的一个市镇。总面积1579.742平方公里，总人口5701人，人口密度3.6人/平方公里。